# Franz Anton von Wintgen
Franz Anton von Wintgen (Taufname: Franz Anton Bernhard von Wintgen) (* 12. März 1710 in Münster; † 22. Juni 1763 ebenda) war Landrentmeister und Kämmerer.

## Leben
Die Familie Wintgen stammte mit großer Wahrscheinlichkeit aus dem Raum Ahaus, wo im 16. Jahrhundert ihre Heiratskreise und ihre Güter lagen. Die katholischen Familienmitglieder waren im landesherrlichen Verwaltungs- oder Militärdienst tätig. Franz Anton von Wintgen wurde als Sohn des Johann Bernhard von Wintgen und dessen Gemahlin Richardis Maria Wendelina von der Heyden zu Meynerswyck (1686–1747) geboren. Sein Großvater Gerhard Heinrich hatte über seine Heirat mit Johanna Anna von Büren einen erheblichen Zugewinn an Gütern erhalten und legte sein Geld im Zukauf von Grundbesitz an. Franz Antons Vater erwarb durch seine Heirat Vermögen seiner Schwiegereltern in der Grafschaft Zutphen. Es handelte sich um das Gut Emmergriet. Damit waren die Besitztümer der Familie beträchtlich angewachsen.
Am 31. Januar 1744 heiratete Franz Anton Maria Theresia von Elmendorff zu Füchtel (1715–1783). Aus der Ehe gingen die Kinder Anton (⚭ 1775 Anna Bernhardine von Korff genannt Schmising), Maria Johanna (⚭ 1767 Johann Adolf von Boetmar) und Antonetta (⚭ 1769 Fritz von Plettenberg) hervor.
Die Ernennung zum Landrentmeister fiel in das Jahr 1728. Franz Anton war auch Kämmerer.
Wie zuvor schon seine Vorfahren, so legte Franz Anton seine Gelder in Landeigentum an. Er und sein Sohn Anton erwarben im Jahre 1757 von
Clemens August von Droste zu Hülshoff das Haus Telgte. 1787 vergrößerte Anton das Vermögen, indem er das Rittergut Haus Ermelinghof ersteigerte. Sein Sohn Franz Otto blieb ohne männliche Nachkommen. Dessen Erbtochter heiratete 1840 den Freiherrn Josef von Twickel. So ging das Rittergut in diesem Jahre in den Familienbesitz von Twickel über.